# Euphaedra rubocostata
Euphaedra rubocostata är en fjärilsart som beskrevs av Aurivillius 1897. Euphaedra rubocostata ingår i släktet Euphaedra och familjen praktfjärilar. Inga underarter finns listade i Catalogue of Life.